# Patrick Kerrigan
Patrick Kerrigan (* 21. Februar 1928 im County Cork; † 4. Juli 1979 im County Cork) war ein irischer Politiker der Irish Labour Party.

## Biografie
Patrick Kerrigan war Gewerkschaftssekretär. Er versuchte erstmals im November 1967 bei der Nachwahl für den verstorbenen Seán Casey, als Teachta Dála (Abgeordneter) in den Dáil Éireann einzuziehen. Auch bei den Wahlen 1969 und 1973 hatte er im Wahlkreis Cork City North keinen Erfolg. 1973 wurde er von Taoiseach Liam Cosgrave zum Mitglied des Senats (Seanad Éireann) nominiert. Im gleichen Jahr wurde er für die 1973 bis 1974 Lord Mayor of Cork. Bei den Wahlen zum Dáil Éireann 1977 wurde er dann im Wahlkreis Cork City gewählt. Er starb im Amt. 